# 新布拉茨凱 (別里斯拉夫區)
47°28′25″N 33°17′0″E / 47.47361°N 33.28333°E
新布拉茨凯（烏克蘭語：Новобратське）是位於烏克蘭南部的村莊，由赫爾松州別里斯拉夫區的科丘貝伊夫卡市鎮負責管轄。該村面積4.58平方公里，海拔高度27米，2001年人口240，人口密度每平方公里52.4人。